# Geografia Tajlandii

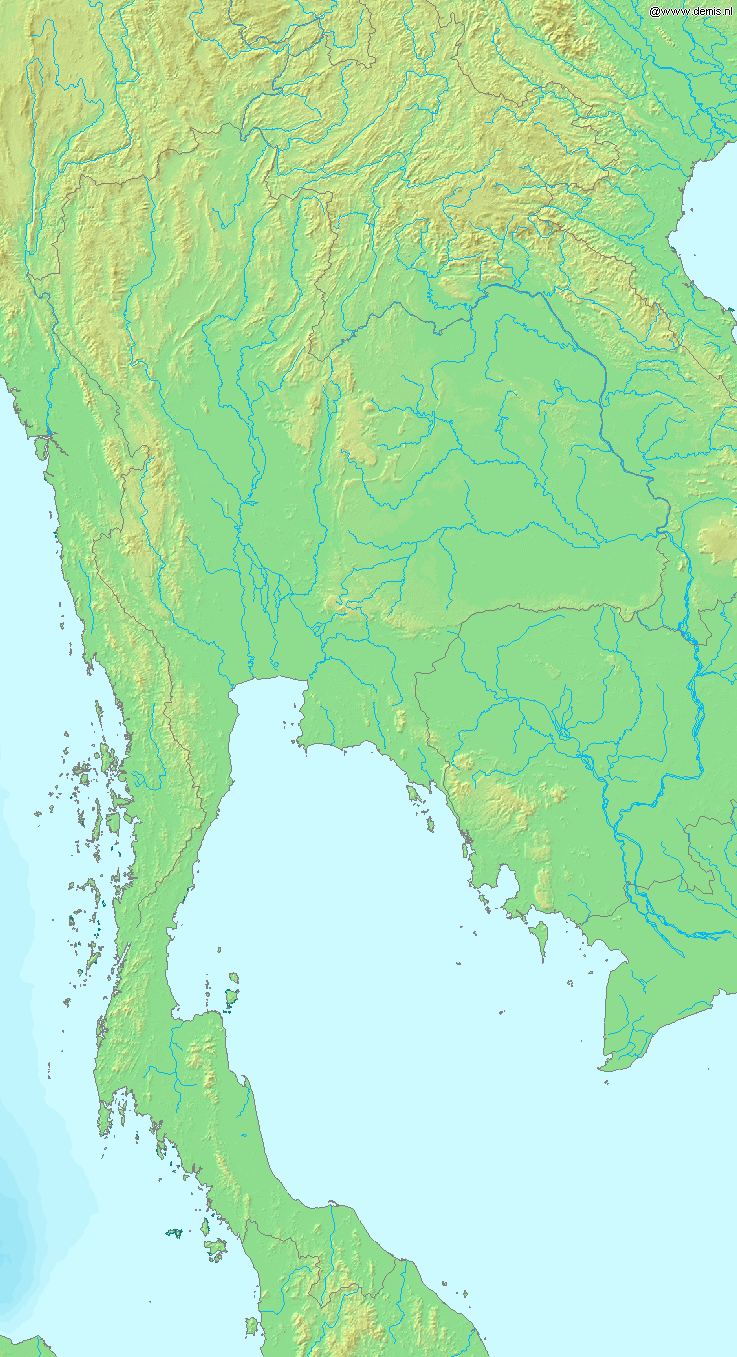
Mapa fizyczna Tajlandii

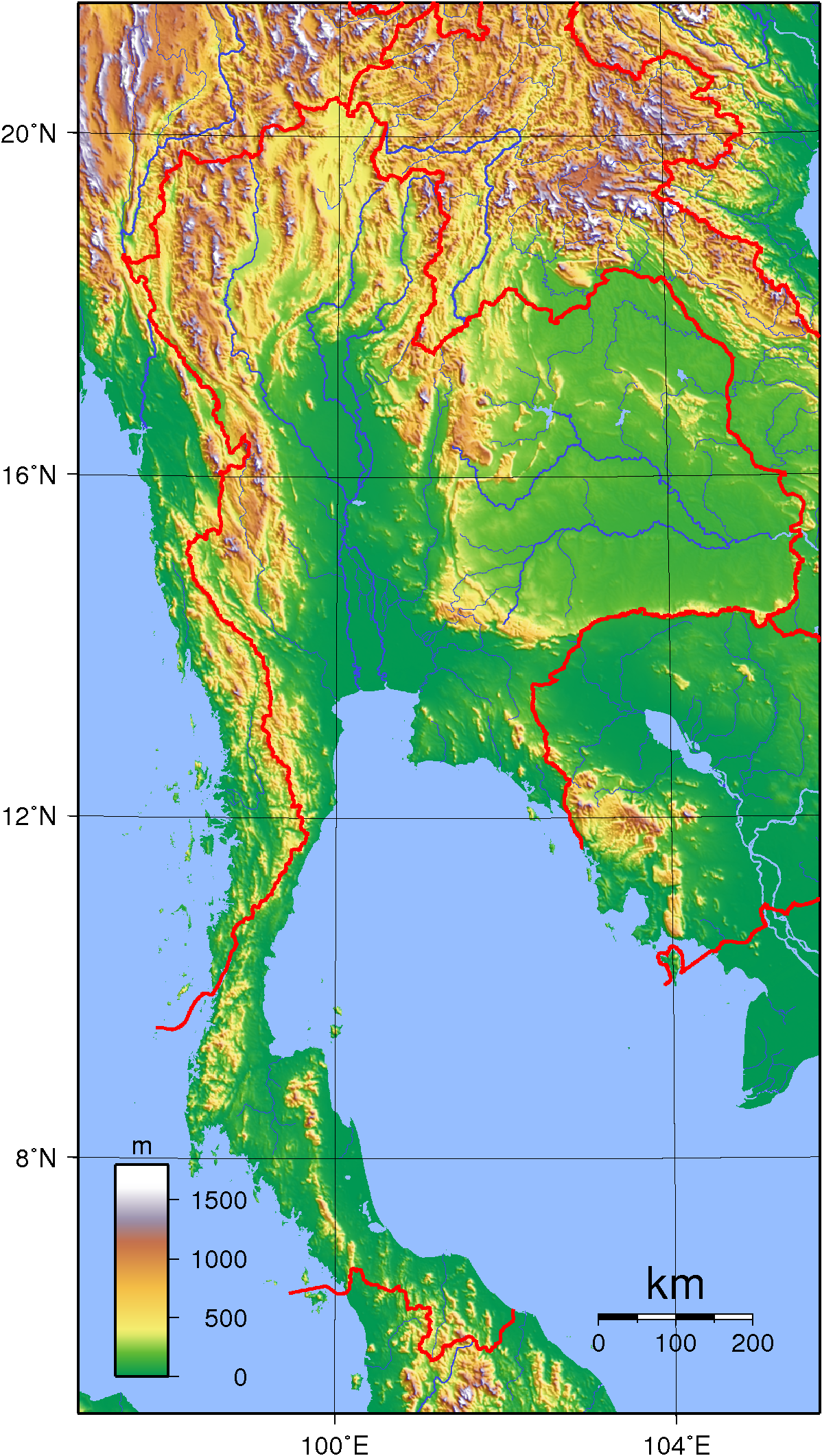
Mapa fizyczna Tajlandii

Sześć regionów Tajlandii

Tajlandia – azjatyckie państwo leżące w jej południowo-wschodniej części, słynące z ciekawej kultury i budownictwa sakralnego. Ten egzotyczny kraj o zróżnicowanej rzeźbie terenu jest zdominowany przez religię buddyjską. Jego historia sięga czasów X wieku kiedy to plemiona Taj wyemigrowały z południowo-zachodnich Chin na tereny dzisiejszej Tajlandii. Sama nazwa kraju pochodzi od nazwy ludności, która stanowi około trzech czwartych ogólnej ludności kraju. Są to Tajowie, resztę ludności kraju jest pochodzenia chińskiego lub należy do lokalnych mniejszości etnicznych. Tajlandia jest stosunkowo dobrze rozwiniętym krajem, a ciepły klimat, ciekawa kultura, obca dla mieszkańców Zachodu, sprawiają, że turystyka odgrywa ważną rolę w tym szybko rozwijającym się kraju.

## Powierzchnia, położenie i granice
Powierzchnia kraju to 513 115 km². Tajlandia leży w Azji Południowo-Wschodniej na obszarze Półwyspu Indochińskiego i częściowo na będącym jego przedłużeniem Półwyspie Malajskim. Tajlandia leży pomiędzy wodami należącymi do Oceanu Indyjskiego i Spokojnego. Od zachodu oblewa ją Morze Andamańskie, a od wschodu i od południa wody Zatoki Tajlandzkiej należącej do Morza Południowochińskiego.
Skrajne punkty: południowy 5°35′N, północny 20°30′N, zachodni 97°20′E, wschodni 105°35′E. Rozciągłość południkowa wynosi 1650 km, a równoleżnikowa 770. Kraj składa się z dwóch części: północnej (Półwysep Indochiński) gdzie jego szerokość wynosi około 670 km a długość 830 km, południowej (Półwysep Malajski). Ta część kraju ciągnie się na długości około 880 km, zaś jej szerokość wynosi zaledwie około 120 km, a w północnej części zwęża się nawet do 20 km.
Tajlandia graniczy z następującymi państwami:
- Kambodża – 803 km
- Laos – 1754 km
- Mjanma – 1800 km
- Malezja – 506 km

Linia brzegowa: 3219 km

## Budowa geologiczna i rzeźba
Tajlandia leży w strefie fałdowań mezozoicznych. Rzeźbę terenu można podzielić na cztery główne regiony fizycznogeograficzne: obszar górski Tajlandii Północnej, Nizina Menamu, Równina Korat i Półwysep Malajski. Tajlandia jest w większości krajem nizinnym. Wnętrze kraju zajmuje aluwialna Nizina Menamu, rozciągająca się na długości 500 km. Ciągnie się ona od gór na północy kraju do wybrzeży Zatoki Tajlandzkiej. Nizina ta jest zapadliskiem tektonicznym, które wypełniają aluwialne osady. Jej rzeźbę urozmaicają izolowane pagórkowate wzniesienia zbudowane z wapieni, których wysokości osiągają około 200 m n.p.m.
Równina Korat zajmuje wschodnią część kraju i obejmuje powierzchnią prawie 170 tysięcy km². Od północy i od wschodu ogranicza ją rzeka Mekong. Równina ta jest urozmaiconą pod względem rzeźby terenu strukturą geologiczną zbudowaną głównie z czerwonych piaskowców. Jej średnia wysokość wynosi od 100 do 200 m n.p.m. co klasyfikuje ją do obszarów nizinnych. Na południu Równiny Korat znajdują się nieduże wzniesienia Dongrak, których wysokości wynoszą od 300 do 500 m n.p.m. Wnętrze równiny urozmaica falista powierzchnia z niewysokimi pasmowymi wzniesieniami. Obszar wybrzeża nad Zatoką Tajlandzką obejmuje rozległa równina z licznymi wzniesieniami dochodzącymi do prawie 700 m n.p.m.

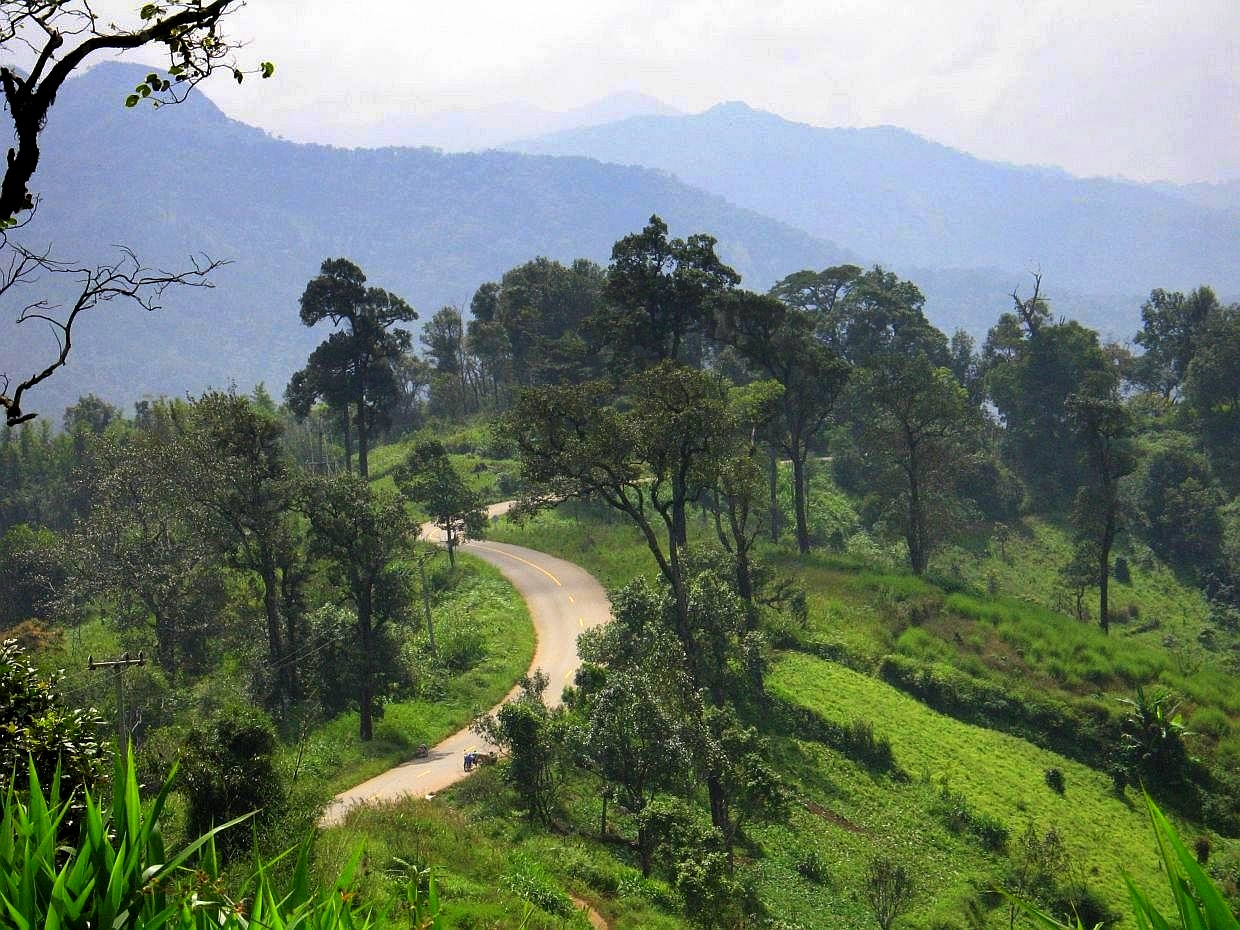
Roślinność w północnej Tajlandii

Obszary górskie zajmują niewielką część kraju i skupiają się w północnej i zachodniej części. Głównym pasmem górskim jest Thanon Tong Chai z najwyższym szczytem Tajlandii Doi Inthanon o wysokości 2595 m n.p.m. To pasma górskie jest głęboko rozcięte dolinami dopływów Menamu. Góry Tajlandii są młodymi utworami geologicznymi pofałdowanymi w okresie mezozoiku i są przedłużeniem systemu himalajskiego. Zbudowane są główne z granitów, gnejsów i łupków, a poza nimi występują też piaskowce i wapienie. Tereny górskie północnej i zachodniej Tajlandii wnoszącą się na wysokość od 1500 do 2000 m n.p.m.
Półwysep Malajski jest odrębnym regionem fizycznym kraju. Jego nadbrzeżną strefę zajmują niziny, a część środkową góry przekraczające 1000 m n.p.m. Góry zbudowane są głównie z granitów, a dominuje tam rzeźba krasowa.
Linia brzegowa na zachodnim wybrzeżu charakteryzuje się występowaniem licznych estuariów, terenów bagiennych i klifów. Wybrzeże wschodnie jest płaskie z nielicznymi zatokami i rozległymi plażami.
W skład terytorium Tajlandii wchodzi kilkaset przybrzeżnych wysp (m.in. koralowych), największe to Phuket na Morzu Andamańskim, oraz Samui i Phangan w Zatoce Tajlandzkiej.

## Klimat

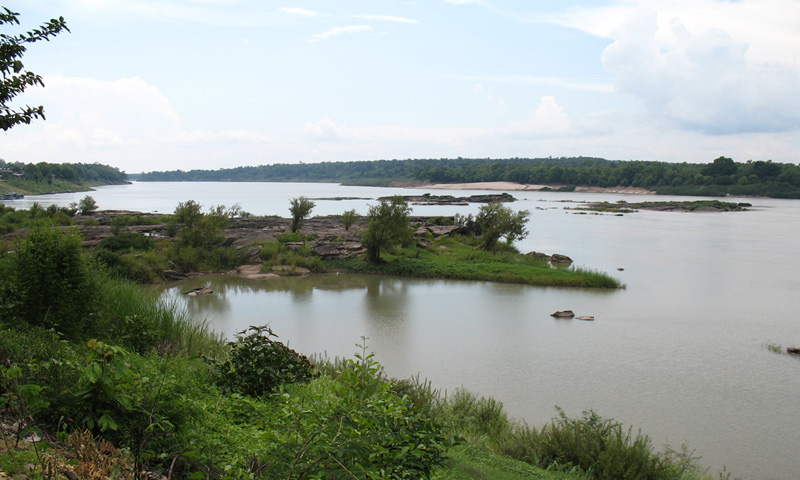
Mekong

Tajlandia zalicza się do krajów o gorącym klimacie. Większa część kraju leży w strefie klimatu zwrotnikowego wilgotnego o monsunowej cyrkulacji powietrza. Część południowa, czyli Półwysep Malajski to obszary o klimacie równikowym wilgotnym. Jedynie obszary Równiny Korat cechują się suchą odmianą klimatu zwrotnikowego, ale nie taką jak na pustyniach.
Opady są duże. Najniższe wartości opadowe notuje się na Równinie Korat, gdzie w jej zachodniej części spada jedynie 500 mm deszczu rocznie. W reszcie kraju opady przekraczają 1000 mm. Na Nizinie Manamu średnio rocznie spada 1300 mm deszczu, zaś na południu kraju ilości te wzrastają do 3000 mm. Największe deszcze notuje się na zachodnim wybrzeżu, które jest wystawione na działanie monsunu. Roczne wartości dochodzą tam do 4500 mm. Bardzo zróżnicowane są opady w górach, gdzie zachodnie stoki otrzymują nawet do 5000 mm rocznie deszczu, a stoki wschodnie jedynie 1000 mm deszczu. Jest to związane z cyrkulacją monsunową, ponieważ wiatry nie są w stanie w całkowitym stopniu pokonać masywów górskich. Maksima opadowe występują latem, gdzie wieje monsun południowy i południowo-zachodni. Wschodnia część kraju dostaje się także pod wpływ monsunu, tyle tylko że południowo-wschodniej wiejącego od strony wysp indonezyjskich. Najmniejsze opady występują zimą. Generalnie na większości terytorium kraju nie ma pory suchej, ale na Równinie Korat i w ogóle w północnej części kraju w okresie zimowym zaznacza się wyraźnie kilkumiesięczna pora sucha.
Temperatury są wysokie i mają przebieg zbliżony do krajów z klimatem podrównikowym. Choć nie występują ekstremalne temperatury to wartości 32–33 °C są zjawiskiem normalnym zwłaszcza przed nastaniem monsunu letniego kiedy jest najgoręcej. Średnia roczna waha się od 23 do 30 °C. Najchłodniej jest w styczniu, gdzie na północy średnia dobowa wynosi około 23 °C, zaś na południu kraju 26 °C. W górach na północy jest chłodno, średnio od 14 do 20 °C, ale w całej Tajlandii nie notuje się temperatur poniżej 13 °C. Na Półwyspie Malajskim temperatury mają przebieg typowy dla klimatu równikowego, gdzie średnie temperatury wahają się od 26 do 30 °C. Amplitudy dobowe są niewielkie.

## Wody
Sieć rzeczna kraju jest dobrze rozwinięta, co wiąże się z klimatem, ale i też rzeźbą terenu, zarówno tą na terenie kraju, jak i tą poza nim. Zdecydowana większość Tajlandii należy do zlewiska Oceanu Spokojnego (Morze Południowochińskie), a jedynie zachodnie skrawki kraju do Oceanu Indyjskiego (Morze Andamańskie).
Główną rzeką kraju jest Menam (taj: แม่น้ำเจ้าพระยา RTGS: Maenam Chao Phraya) o długości 365 km i powierzchni dorzecza 160 tysięcy km². Rzeka ta płynie z północy na południe przez środek kraju i uchodzi do Zatoki Tajlandzkiej. Do jej głównych dopływów należą Nan, Yom, Wang, Ping i Pasak. Delta rzeki tworzy liczne odnogi i ma 200 km długości i 100 km szerokości. Wzdłuż wschodniej granicy Tajlandii płynie Mekong, który jest największą rzeką Azji Południowo-Wschodniej. Rzeka ta odwadnia Równinę Korat z której do Mekongu spływają: Mun i jej dopływy – Chi, Phong i Songkhram. W południowo-zachodniej części kraju płynie Mae Klong, który także spływa do Zatoki Tajlandzkiej.
Na Półwyspie Malajskim rzeki są krótkie i większość z nich uchodzi do Zatoki Tajlandzkiej. Tylko niewielki procent rzek uchodzi do Morza Andamańskiego, a tym samym do Oceanu Indyjskiego. Jedyną ważniejszą rzeką jest Saluin, która na niewielkim odcinku jest rzeką graniczną Tajlandii i Mjanmy.
Rzeki Tajlandii charakteryzują się znacznym poziomem wahania wód, co jej związana z sezonowością opadów na północy kraju. Częstym zjawiskiem są letnie powodzie związane z monsunem letnim kiedy to opady są największe. Największe powodzie zdarzają się na Nizinie Menamu i na Równinie Korat. Rzeki Tajlandii są żeglowne na bardzo długich odcinkach przez co są wykorzystywane w transporcie wodnym i do spławu drewna. Poza tym są ważne do tajskiego rolnictwa, gdyż dzięki nim powstały liczne kanały nawadniające i możliwa jest uprawa ryżu.
W Tajlandii znajduje się sporo jezior, skupiających się głównie na Równinie Korat. Jednakże największym naturalnym jeziorem jest Songkhla o powierzchni 1040 km², które leży na Półwyspie Malajskim w południowej części kraju.

## Gleby
Przeważającym typem gleb w Tajlandii są czerwone i czerwonożółte ferrasole, które są charakterystyczne dla sezonowości opadów. W południowej części Tajlandii występują czerwone gleby ferralitowe. Znaczną część kraju zajmują aluwialne fluwisole, skupiające się na Nizinie Menamu. Na starych warstwach aluwialnych wytworzyły się gleby glejowe, czyli glejsole, które są wykorzystywane pod łąki i pastwiska. Wzdłuż wybrzeża ciągną się luźne gleby piaszczyste, arenosole.

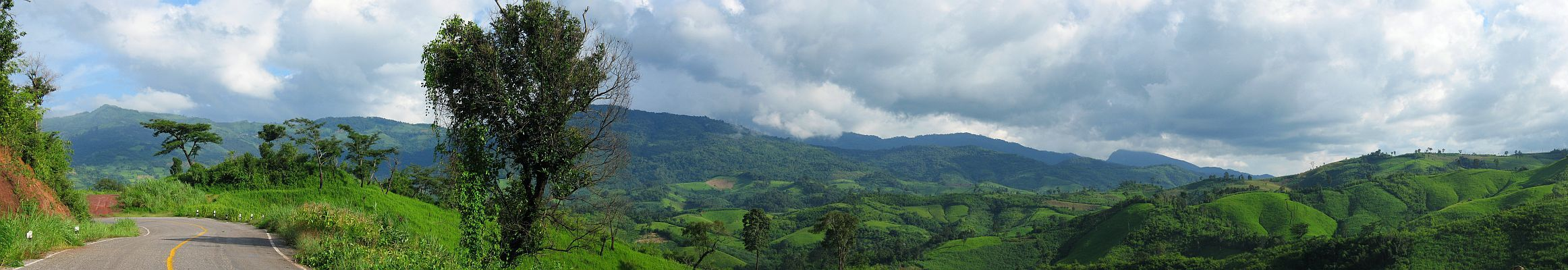
Krajobraz Tajlandii

## Flora
Szata roślinna jest bogata ze względu na wilgotny klimat, lecz dość zdegradowana z powodu działalności rolniczej. Jeszcze w latach 60. XX w. lasy zajmowały ponad połowę powierzchni kraju, obecnie to jedynie około 30% powierzchni kraju.
Naturalną szatę roślinną w środkowej części kraju stanowi wilgotny las monsunowy, zrzucający liście w porze suchej. W lasach tych przeważają drzewa tekowe, sandałowe i hebany. Na Półwyspie Malajskim na wybrzeżu południowo-wschodnim rosną bogate pod względem liczby gatunków drzew wilgotne lasy równikowe. Na terenach górskich występują uboższe gatunkowe lasy strefy umiarkowanej, gdzie dominują dęby, kasztany i sosny. Na Równinie Korat tereny pokryte są sawannami. Lasy namorzynowe są kolejnym typem formacji leśnej jakie występują w Tajlandii. Rosną one na przybrzeżnych płyciznach morskich, w płytkich zatokach i w lagunach u południowych wybrzeży Tajlandii i na Półwyspie Malajskim.

## Fauna
Fauna jest typowa dla Regionu Indochińskiego. Z dużych ssaków żyją w Tajlandii słonie indyjskie i bawoły banteng, dawniej również nosorożce sumatrzańskie. Największym drapieżnikiem jest tygrys, a poza nim występują niedźwiedzie malajskie i lamparty. Charakterystycznym mieszkańcem wilgotnych lasów jest lotokot i największy owadożerny nietoperz – kalong. Liczne są także małpy i ptaki. Najbardziej interesującym ptakiem Tajlandii jest bielik białobrzuchy. Dla wilgotnych podrównikowych regionów Tajlandii powszechnymi zwierzętami są gady, a zwłaszcza węże, których największym przedstawicielem jest pyton siatkowy. W kraju występują liczne gatunki owadów, oraz różne gatunki jadowitych pająków żyjących w lasach.